# ۱۰۳۲ (خورشیدی)
۱۰۳۲ هزار و سی و دومین سال هجری خورشیدی است.